# Corea del Nord ai XXI Giochi olimpici invernali
La Corea del Nord ha partecipato ai XXI Giochi olimpici invernali di Vancouver, che si sono svolti dal 12 al 28 febbraio 2010, con una delegazione di 2 atleti.

## Pattinaggio di figura
| Gara                 | Atleta       | Breve | Breve | Libero          | Libero          | Totale | Totale |
| Gara                 | Atleta       | Punti | Pos.  | Punti           | Pos.            | Punti  | Pos.   |
| -------------------- | ------------ | ----- | ----- | --------------- | --------------- | ------ | ------ |
| Individuale maschile | Ri Song Chol | 56,60 | 15    | non qualificato | non qualificato | 56,60  | 15     |

## Pattinaggio di velocità
| Gara   | Atleta      | Tempo 1 | Tempo 2 | Totale  | Posizione |
| ------ | ----------- | ------- | ------- | ------- | --------- |
| 500 m  | Ko Hyon Suk | 38"893  | 38"577  | 1'17"47 | 9         |
| 1000 m | Ko Hyon Suk | 1'17"63 | 1'17"63 | 1'17"63 | 13        |